# Cachoeira do Brumado
Cachoeira do Brumado é um distrito do município brasileiro de Mariana, no interior do estado de Minas Gerais. Segundo o censo demográfico de 2022, realizado pelo Instituto Brasileiro de Geografia e Estatística (IBGE), sua população era de 2 703 habitantes e havia 934 domicílios particulares permanentes ocupados. Possui área de 69,84 km² conforme a Fundação João Pinheiro (FJP). Foi criado pela lei provincial nº 271 de 15 de abril de 1844.

## História
Foi um dos numerosos arraiais que surgiram com a descoberta do ouro as margens do Ribeirão do Carmo. Em 1703 chegou à região João Pedroso, considerado primeiro explorador da região, seguido de João Lopes Pereira, que fundou uma primitiva capela, que deu origem a Cachoeira do Brumado.
A capela foi finalizada em 1726, posteriormente foi substítuida pela atual. O distrito foi estabelecido em 15 de abril de 1844, pela lei n° 271, no dia 12 de março de 1846 foi extinto pela lei n° 288 e somente em 01 de junho de 1850, o distrito foi recriado e estabelecida paróquia pela Lei Provincial nº 571. Na mesma data, o local foi também elevado à freguesia pela Lei Provincial n° 471.

### Filhos ilustres
- Jadir Macedo, prefeito de Mariana.

## Geografia
De acordo com o IBGE, em 2010 a população era de 2 261 habitantes e havia 824 domicílios particulares.

### Subdivisões
É formado pelos sub-distritos Barroca, Borges, Engenho Queimado e Mundinho.

## Turismo
O distrito leva o nome da cachoeira que é alimentada pelo rio Brumado e tem uma queda de aproximadamente 14 metros de altura. O local da queda, que conta com infraestrutura para recebimento de turistas, configura como um dos principais atrativos do município de Mariana.

### Artesanato
É conhecido como a terra do artesanato, tendo o modo de fazer artesanato sido registrado como patrimônio imaterial. Os artigos são feitos em pedra-sabão, madeira, pita e sisal, e são comercializados dentro e fora da comunidade.